# Noel Futkeu
Noel Futkeu (* 6. Dezember 2002 in Essen) ist ein deutsch-kamerunischer Fußballspieler. Er spielt seit Sommer 2024 für die SpVgg Greuther Fürth.

## Karriere

### Verein
Futkeu begann mit dem Fußballspielen bei Schwarz-Weiß Essen. Im Januar 2019 wechselte er als U17-Spieler zu Rot-Weiss Essen. Dort kam er in der Saison 2019/20 zu ersten Einsätzen in der Regionalliga West und spielte am 14. September 2020 erstmals im DFB-Pokal gegen Arminia Bielefeld. Im Januar 2021 ging er zum 1. FC Köln, wo er für die zweite Mannschaft ebenfalls in der Regionalliga West spielte; im Sommer 2022 schloss er sich erneut Schwarz-Weiß Essen an, für die er in der Oberliga-Niederrhein 30 Tore erzielte und Torschützenkönig wurde.
Im Sommer 2023 wechselte er zu Eintracht Frankfurt. Dort wurde er vor allem in der U21 in der Regionalliga-Südwest eingesetzt und schoss in 27 Spielen 16 Tore. Zu seinem einzigen Einsatz für die erste Mannschaft der Eintracht kam er am 6. Dezember 2023 bei der 0:2-Niederlage gegen den 1. FC Saarbrücken im DFB-Pokal, als er in der 77. Minute für Mario Götze eingewechselt wurde.
Zur Saison 2024/25 wechselte er zur SpVgg Greuther Fürth, für die er am 2. Spieltag beim 1. FC Kaiserslautern sein erstes Tor in der 2. Bundesliga erzielte.

### Auswahlmannschaften
Futkeu nahm im Herbst 2019 für die U18-Auswahlmannschaft des Fußballverbands Niederrhein am Turnier um den Länderpokal teil.